# 相模大野駅
相模大野駅（さがみおおのえき）は、神奈川県相模原市南区相模大野にある、小田急電鉄の駅である。駅番号はOH 28。副駅名は「相模女子大学 最寄駅」。

## 概要
小田原線と江ノ島線の2路線が乗り入れ、江ノ島線は当駅が起点である。また、大野電車区と大野車掌区が併設されており（相模大野八丁目18-1）、当駅で乗務員交代が行われる場合がある他、大野総合車両所が隣接しており、当駅を始発・終着とする列車が設定されている。
なお、小田原線と江ノ島線の施設上の分岐点は、当駅より0.2 km下り方にある相模大野分岐点であり、運賃計算時の基点ともなっている（「相模大野分岐点#運賃計算上の特例」を参照）。
管区長および駅長所在駅であり、相模大野管区として当駅 - 伊勢原駅間と東林間駅の計10駅を、相模大野管内として当駅、小田急相模原駅と東林間駅を管理している。
駅事務室を含めた駅施設やホームなど、駅設備のほぼ全ては相模大野八丁目にあるが、住居表示実施区域であるため、住所表記は主たる出入口とされている北口が所在する相模大野三丁目8番街区内となる。

## 歴史

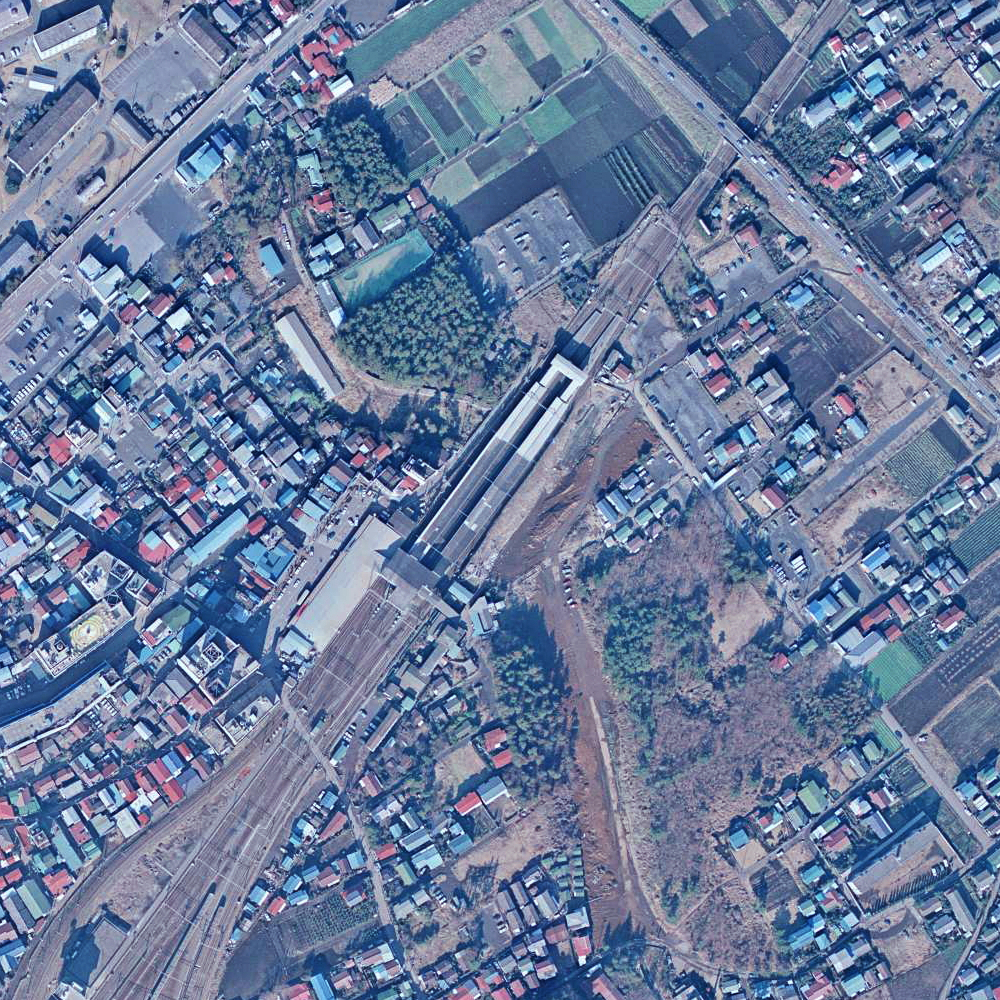
相模大野駅周辺の空中写真（1975年1月撮影）

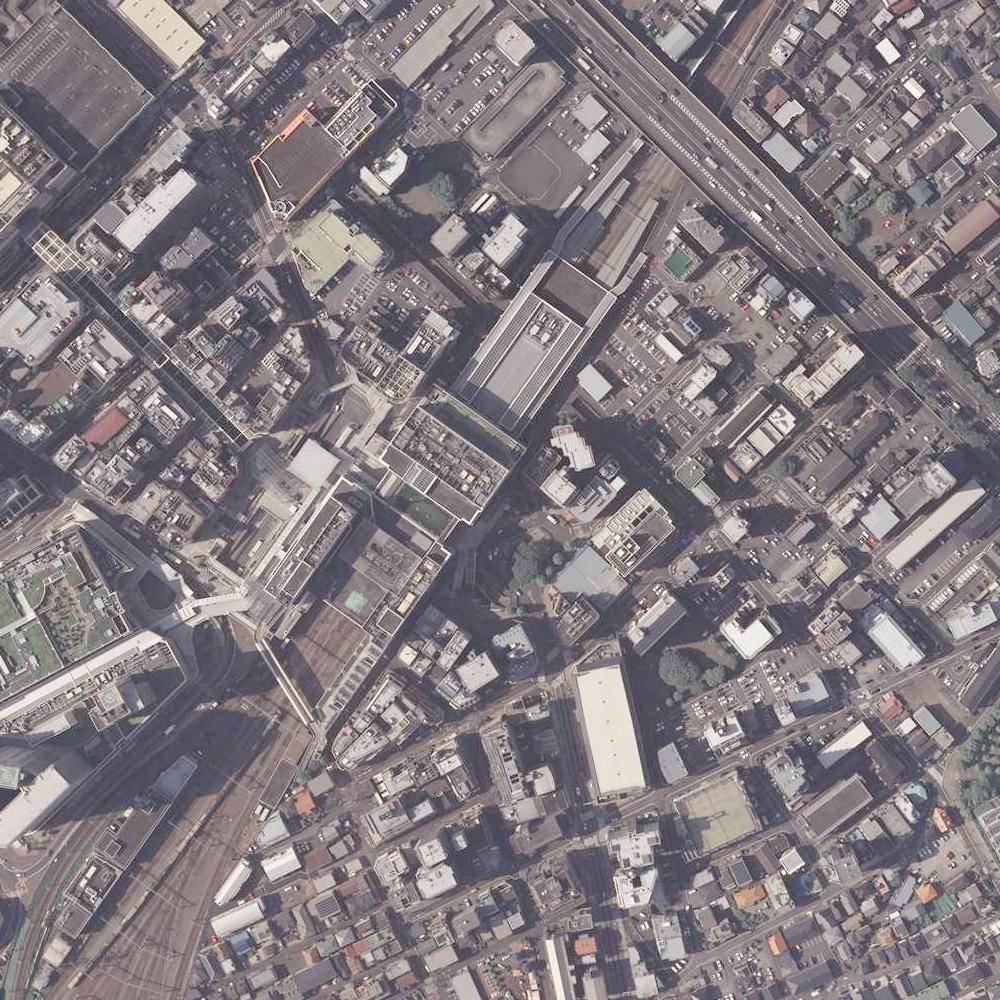
相模大野駅周辺の空中写真（2019年8月撮影）

### 年表
- 1929年（昭和4年）4月1日：現在地より0.2 km小田原寄りに大野信号所開設。
- 1938年（昭和13年）4月1日：当地へ移転して来た陸軍通信学校の最寄駅として、大野信号所が駅へ昇格する形で通信学校駅（つうしんがっこうえき）として開設[1]。「直通」と急行の停車駅となる。なお、当時各停は、新宿駅 - 稲田登戸駅（現・向ヶ丘遊園駅）間運行であり、当駅までの運行はなかった。
- 1940年（昭和15年）12月15日：陸軍施設秘匿化に伴い相模大野駅へ改称[3]。
- 1944年（昭和19年）11月：戦況悪化に伴い、急行運行中止。
- 1945年（昭和20年）6月：従来、新宿駅 - 稲田登戸駅間運行の各停が全線運行されることとなり、停車駅となる。同時に「直通」廃止。
- 1946年（昭和21年）10月1日：準急新設、停車駅となる。
- 1951年（昭和26年）4月1日：急行停車開始。
- 1955年（昭和30年）3月25日：通勤急行新設、停車駅となる。
- 1957年（昭和32年）：夏季のみ運行の臨時列車新設、停車駅となる。
- 1960年（昭和35年）3月25日：通勤準急新設停車駅となる。
- 1962年（昭和37年）10月19日：大野工場（現・大野総合車両所）開設。
- 1964年（昭和39年）11月5日：快速準急新設、停車駅となる。
- 1972年（昭和47年）3月14日：快速準急廃止。
- 1996年（平成8年）
  - 9月1日：現在地へ移転。同時に新駅舎と南北を連絡する自由通路使用開始[4][5]。
  - 11月1日：小田急相模大野ステーションスクエア（相模大野ミロード）開業[5][6]。
- 1997年（平成9年）12月28日：営業キロを新宿寄りへ0.2 km（現在地と同位置）移転、旧駅地点は相模大野分岐点となる。
- 1998年（平成10年）8月22日：駅改良工事完成[7]。特急ロマンスカー停車開始[8][7]。
- 2000年（平成12年）10月14日：関東の駅百選に選定[9]。
- 2002年（平成14年）3月22日：湘南急行新設、停車駅となる[10]。
- 2004年（平成16年）12月11日：快速急行、区間準急新設、停車駅となる。同時に湘南急行廃止[11]。
- 2009年（平成21年）12月：駅構内コンコース・ホームに設置されている発車標がフルカラーLED式へ更新。
- 2012年（平成24年）3月17日：JR御殿場線御殿場駅まで直通する特急ロマンスカー「あさぎり」号停車開始。
- 2014年（平成26年）1月：OH 28の駅ナンバリング導入、使用開始[12]。
- 2014年（平成26年）6月19日：車両基地へ向かっていた回送電車が脱線する事故が発生[13]。
- 2016年（平成28年）3月26日：区間準急廃止。
- 2018年（平成30年）3月17日：ダイヤ改正に伴い、新設された通勤準急の停車駅となる[14]。
- 2022年（令和4年）6月8日：副駅名「相模女子大学 最寄駅」を設定[2]。
- 2024年（令和6年）
  - 6月13日：下りホーム（1・2番線）に特急車両対応の大開口ホームドアが使用開始。
  - 9月2日：[Alexandros]の楽曲『ワタリドリ』が接近メロディに使用開始[15][16]。
  - 9月13日：上りホーム（3・4番線）に特急車両対応の大開口ホームドアが使用開始。

### 駅名の由来
駅開業当時の「通信学校」は陸軍通信学校が駅近くにあったことから名付けられた。「相模大野」は、駅所在地が「高座郡大野村」であったことによる。福島県にある既存の大野駅との区別を図るため旧国名の相模を付した。相模原町（相模原市）となって以降も大野地域とされていたことから、相模原市近辺の住民および利用者からは「相模」を付けず、大野と呼称されることが多い。

## 駅構造
島式ホーム2面4線と通過線2線を有する地上駅。橋上駅舎を備える。
駅舎は相模大野ステーションスクエアという駅ビルで、Odakyu OX、ビックカメラなどの各種専門店、小田急ホテルセンチュリー相模大野がテナントとして入居している。以前は、小田急百貨店がテナントとして入っていた。

### のりば
| ホーム | 路線      | 方向 | 行先                       | 備考                  |
| ------ | --------- | ---- | -------------------------- | --------------------- |
| 1      | 江ノ島線  | 下り | 片瀬江ノ島方面             | 一部の特急は2番ホーム |
| 2      | 小田原線  | 下り | 小田原方面                 | 一部の特急は1番ホーム |
| 通過線 | □小田原線 | 下り | （下り特急・回送列車通過） |                       |
| 通過線 | □小田原線 | 上り | （上り特急・回送列車通過） |                       |
| 3・4   | 小田原線  | 上り | 新宿・ 千代田線方面        |                       |

- 原則として外側ホーム（1・4番ホーム）を江ノ島線が、内側ホーム（2・3番ホーム）を小田原線が使用する。
  - 1番ホームは小田原線（下り/小田原・箱根湯本方面）の待避線であるが、通常待避線として使用されることはなく、江ノ島線ホームとして使用されている。ホームの乗り場案内でも江ノ島線のみ案内されている。ただし、特急ロマンスカーや臨時列車などには1番ホーム発小田原線・2番ホーム発江ノ島線が存在する。
  - 同様に4番ホームの小田原線（上り待避線）も通常待避線として利用されず、江ノ島線からの電車が4番ホームを、小田原線からの電車が3番ホームを主に利用する。ただし、当駅で接続する電車はこの限りではない。また、特急ロマンスカー「はこね」・「さがみ」と併結する4両編成「えのしま」の一部は3番ホームを利用する。
- 江ノ島線列車は構造上、通過線を経由することが出来ない。
  - 以前は小田原もしくは箱根湯本行と片瀬江ノ島行を当駅まで併結して走っていた急行[注釈 1]が存在し、当該列車が当駅で分割併合作業を行っている間に後続の特急が追抜き出来るよう現在の配線構造が採用された。なお現在の急行・快速急行は各方面に単独運転することが原則となっている。なお、通過線については、下りが速度制限を受けないものの、上りはポイントを通過するため60 km/hの速度制限を受ける[注釈 2]。
- 当駅で種別変更する列車が存在する。新宿発急行○○行で、相模大野から全車両各停○○行になる列車（町田駅 - 当駅間は連続停車のため、事実上町田から各停）は、町田駅 - 当駅間走行中に種別のみ変更し当駅到着後に各停○○行と表示して、一部電車を除き後続列車よりも終点まで先着する。逆に小田原線○○発各停新宿行で、当駅より急行新宿行になる列車（事実上町田まで各停）は、小田急相模原駅 - 当駅間走行中に種別のみ変更して当駅到着後に急行新宿行と表示し、江ノ島線○○発急行新宿行で、当駅より快速急行新宿行になる列車（中央林間駅 - 当駅間は急行・快速急行は同じ停車駅であるため、事実上中央林間より快速急行）は、東林間 - 相模大野間走行中に種別のみ変更して当駅到着後に快速急行新宿行と表示する。
- 2016年3月26日ダイヤ改正で、新松田駅 - 小田原駅間が各停の急行（通称・赤丸急行）は減便の上、当駅または町田駅発着へ変更となった。2018年3月改正で江ノ島線本鵠沼・鵠沼海岸駅停車となるパターンの急行と共に設定が廃止となったが、新松田駅 - 小田原駅間各停となる急行は新松田駅で種別を変更して運転を継続する形で引き継がれる[注釈 3]。なお、2022年3月改正以降、日中時間帯の新宿 - 新松田駅間の急行は、6両編成の町田駅・当駅 - 小田原駅間の急行（前述の通称・赤丸急行）へ変更され、新松田駅を境に急行および各停へ変更する形態となった他、江ノ島線は一部の特急ロマンスカーと一般列車を除いて藤沢駅での系統分断を行ったため、本鵠沼駅・鵠沼海岸駅・片瀬江ノ島駅へは藤沢駅での乗り継ぎが必要である。
- 1番ホームに6両編成、4番ホームに10両編成の夜間滞泊がある。
- 2018年3月改正以降、一部の特急ロマンスカーは、1つ隣の町田駅と当駅に両方停車する列車も設定された。

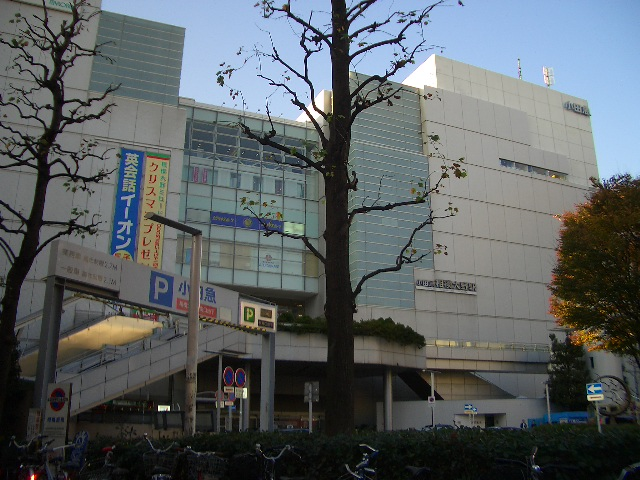
南口
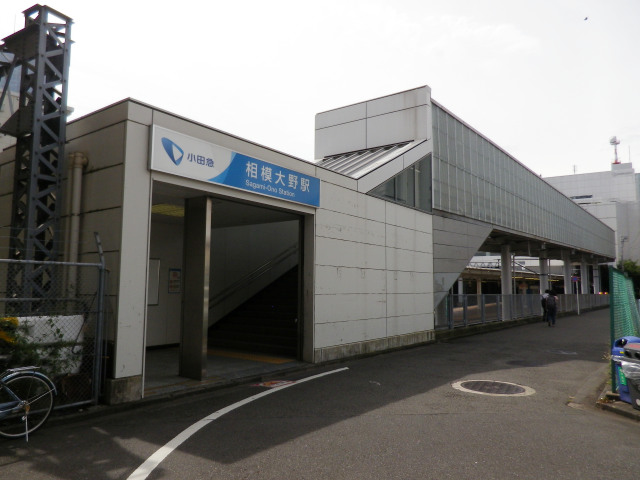
東口（北出口）
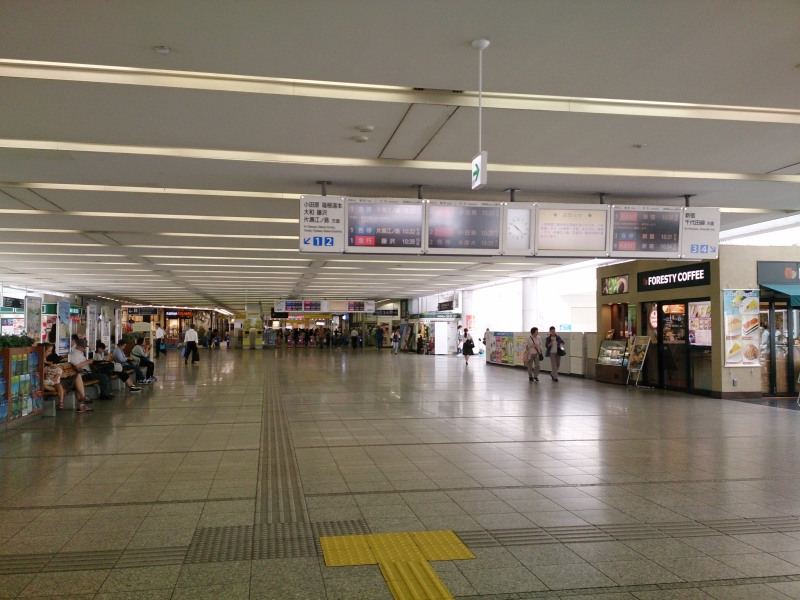
コンコース
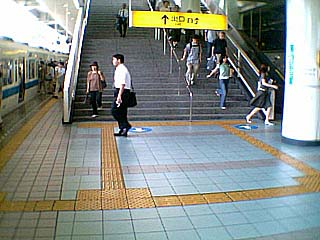
ホーム
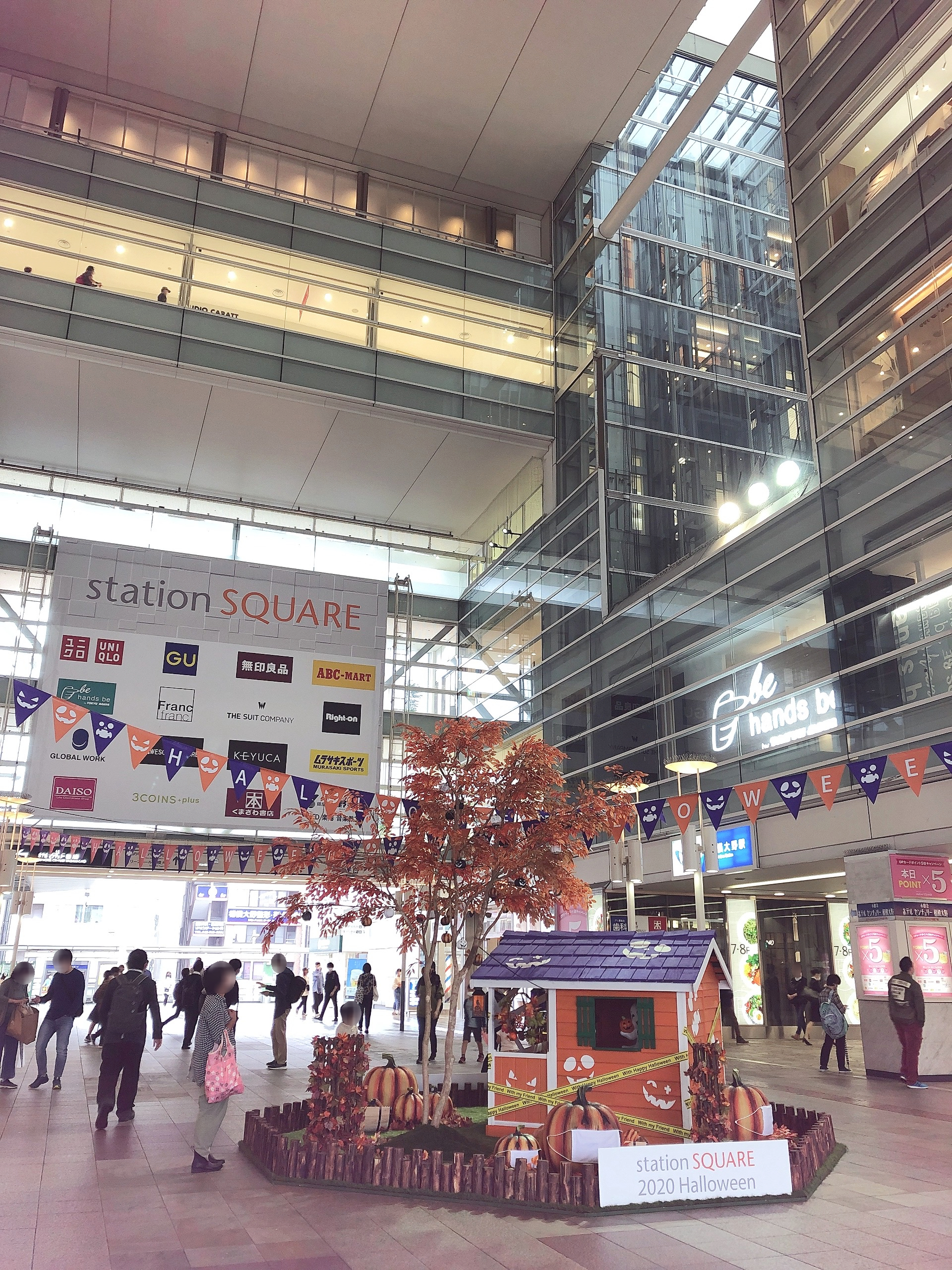
「小田急相模大野ステーションスクエア」内観

### 駅構内設備
- 改札口 2か所
  - 中央改札口
  - 東口改札口
- 改札内コンコース
  - セブンイレブン（コンビニ）
  - フォレスティコーヒー（カフェ）
  - ピザオリーブ（持ち帰りピザ店）
  - メガネスーパーコンタクト（コンタクトレンズ専門店）

- ホーム
  - 箱根そば（下りホーム小田原寄り）
- トイレは、改札内山側（北側）と改札外のステーションスクエア西側にある。
- エレベーターは、改札階と各ホーム階間を連絡する1台ずつ。
- エスカレーターは、各ホームにホーム階→改札階が2本ずつ（改札階→ホーム階はない）。

### 構内配線・信号設備等
| 運転番線 | 営業番線 | ホーム     | 小田原線新宿方面着発 | 小田原線小田原方面着発 | 江ノ島線藤沢方面着発 | 備考 |
| -------- | -------- | ---------- | -------------------- | ---------------------- | -------------------- | ---- |
| 1        | 1        | 10両分     | 到着可               | 出発可                 | 出発可               |      |
| 2        |          | 10両分     | 到着可               | 出発可                 | 出発可               |      |
| 3        |          | ホームなし | 到着可               | 出発可                 | 不可                 |      |
| 4        | 出発可   | ホームなし | 到着可               |                        | 不可                 |      |
| 5        | 出発可   | 3          | 到着可               | 10両分                 | 到着可               |      |
| 6        | 出発可   | 4          | 到着可               | 10両分                 | 到着可               |      |

### その他の特徴
- 当駅での営業列車の分割併合は、一部特急を除いて2008年（平成20年）3月改正で消滅した。
- ホームには終日立哨の駅員がいる。

## 利用状況
2024年度（令和6年度）の1日平均乗降人員は117,415人である（小田急線全70駅中第9位）。

### 年度別1日平均乗降人員
近年の1日平均乗降人員の推移は以下の通り。
| 年度               | 小田急電鉄       | 小田急電鉄 |  |
| 年度               | 1日平均 乗降人員 | 増加率     |  |
| ------------------ | ---------------- | ---------- |  |
| 1935年（昭和10年） | 806              |            |  |
| 1940年（昭和15年） | 1,770            |            |  |
| 1946年（昭和21年） | 2,975            |            |  |
| 1950年（昭和25年） | 3,807            |            |  |
| 1955年（昭和30年） | 6,239            |            |  |
| 1960年（昭和35年） | 15,682           |            |  |
| 1965年（昭和40年） | 44,689           |            |  |
| 1970年（昭和45年） | 71,024           |            |  |
| 1975年（昭和50年） | 83,267           |            |  |
| 1980年（昭和55年） | 84,879           |            |  |
| 1985年（昭和60年） | 87,864           |            |  |
| 1989年（平成元年） | 95,594           |            |  |
| 1990年（平成02年） | 100,976          | 5.6%       |  |
| 1993年（平成05年） | 106,006          |            |  |
| 1995年（平成07年） | 105,312          |            |  |
| 1998年（平成10年） | 109,717          |            |  |
| 2000年（平成12年） | 106,000          |            |  |
| 2002年（平成14年） | 106,671          |            |  |
| 2003年（平成15年） | 108,602          | 1.8%       |  |
| 2004年（平成16年） | 111,203          | 2.4%       |  |
| 2005年（平成17年） | 113,093          | 1.7%       |  |
| 2006年（平成18年） | 114,979          | 1.7%       |  |
| 2007年（平成19年） | 120,241          | 4.6%       |  |
| 2008年（平成20年） | 121,338          | 0.9%       |  |
| 2009年（平成21年） | 119,240          | −1.7%      |  |
| 2010年（平成22年） | 119,166          | −0.1%      |  |
| 2011年（平成23年） | 120,113          | 0.8%       |  |
| 2012年（平成24年） | 122,453          | 1.9%       |  |
| 2013年（平成25年） | 128,006          | 4.5%       |  |
| 2014年（平成26年） | 126,479          | −1.2%      |  |
| 2015年（平成27年） | 129,015          | 2.0%       |  |
| 2016年（平成28年） | 129,096          | 0.1%       |  |
| 2017年（平成29年） | 130,161          | 0.8%       |  |
| 2018年（平成30年） | 130,078          | −0.1%      |  |
| 2019年（令和元年） | 127,169          | −2.2%      |  |
| 2020年（令和02年） | 87,835           | −30.9%     |  |
| 2021年（令和03年） | 98,843           | 12.5%      |  |
| 2022年（令和04年） | 110,249          | 11.5%      |  |
| 2023年（令和05年） | 115,246          | 4.5%       |  |
| 2024年（令和06年） | 117,415          |            |  |

### 年度別1日平均乗車人員
近年の1日平均乗車人員の推移は以下の通り。
| 年度               | 小田原線 | 江ノ島線 | 出典                                    |
| ------------------ | -------- | -------- | --------------------------------------- |
| 1995年（平成07年） | 42,445   | 11,176   | [ 乗降データ 3 ]                        |
| 1998年（平成10年） | 43,407   |          | [ 神奈川県統計 1 ]                      |
| 1999年（平成11年） | 42,007   | 12,386   | [ 神奈川県統計 2 ]                      |
| 2000年（平成12年） | 41,901   | 12,528   | [ 神奈川県統計 2 ]                      |
| 2001年（平成13年） | 41,642   | 12,690   | [ 神奈川県統計 3 ]                      |
| 2002年（平成14年） | 41,692   | 12,786   | [ 神奈川県統計 4 ]                      |
| 2003年（平成15年） | 42,174   | 13,354   | [ 神奈川県統計 5 ]                      |
| 2004年（平成16年） | 42,024   | 13,581   | [ 神奈川県統計 6 ]                      |
| 2005年（平成17年） | 42,529   | 14,038   | [ 神奈川県統計 7 ]                      |
| 2006年（平成18年） | 43,169   | 14,380   | [ 神奈川県統計 8 ]                      |
| 2007年（平成19年） | 45,034   | 15,206   | [ 神奈川県統計 9 ]                      |
| 2008年（平成20年） | 45,381   | 15,350   | [ 神奈川県統計 10 ]                     |
| 2009年（平成21年） | 44,618   | 15,091   | [ 神奈川県統計 11 ]                     |
| 2010年（平成22年） | 44,394   | 15,345   | [ 神奈川県統計 12 ]                     |
| 2011年（平成23年） | 44,743   | 15,538   | [ 神奈川県統計 13 ]                     |
| 2012年（平成24年） | 45,338   | 16,097   | [ 神奈川県統計 14 ]                     |
| 2013年（平成25年） | 47,083   | 17,128   | [ 神奈川県統計 15 ]                     |
| 2014年（平成26年） | 46,457   | 16,899   | [ 神奈川県統計 16 ]                     |
| 2015年（平成27年） | 47,393   | 17,222   | [ 神奈川県統計 17 ]                     |
| 2016年（平成28年） | 47,480   | 17,180   | [ 神奈川県統計 18 ]                     |
| 2017年（平成29年） | 47,858   | 17,318   | [ 神奈川県統計 19 ]                     |
| 2018年（平成30年） | 48,035   | 17,093   | [ 神奈川県統計 20 ]                     |
| 2019年（令和元年） | 46,882   | 16,773   | [ 神奈川県統計 21 ]                     |
| 2020年（令和02年） | 32,079   | 11,879   | [ 神奈川県統計 22 ] [ 神奈川県統計 23 ] |
| 2021年（令和03年） | 35,915   | 13,531   | [ 神奈川県統計 24 ]                     |

備考
1. ↑  駅開業年

## 駅周辺
相模大野は相模原市南部（南区）の交通・商業の拠点地域として、市街地北部の中心地域である橋本（緑区）とともに中心市街地に位置付けられている。しかしながら、商業面においては隣接駅の町田駅周辺の方が既に大規模な商圏が形成されていたことから、規模としては中程度とされる。駅東側には国道16号（東京環状）が、北側には神奈川県道51号町田厚木線（行幸道路）が通る。
1980年代初頭まで行幸道路北側と相模女子大学間に相模原米軍医療施設が存在したが、日本へ返還後、跡地利用として住宅施設（ロビーシティ相模大野五番街）、商業施設（伊勢丹相模原店 - 2019年閉店）、文化施設（相模女子大学グリーンホール）、娯楽施設（相模大野中央公園）、教育施設（旧・神奈川県立相模大野高等学校）等の他駅周辺のアンダーパス、歩道橋新設を行い、踏切廃止、再開発等を行った。その後、北口駅前広場および駅ビル（相模大野ステーションスクエア）新築を含めた駅舎改良工事が行われ、近年の急激なベッドタウン化に伴う人口増加も相まって著しい変化を遂げた。

### 北口
相模大野の冠を拝する地域は北口であり、北口に商業施設や商店街が集積されており、非常に活気に溢れている。

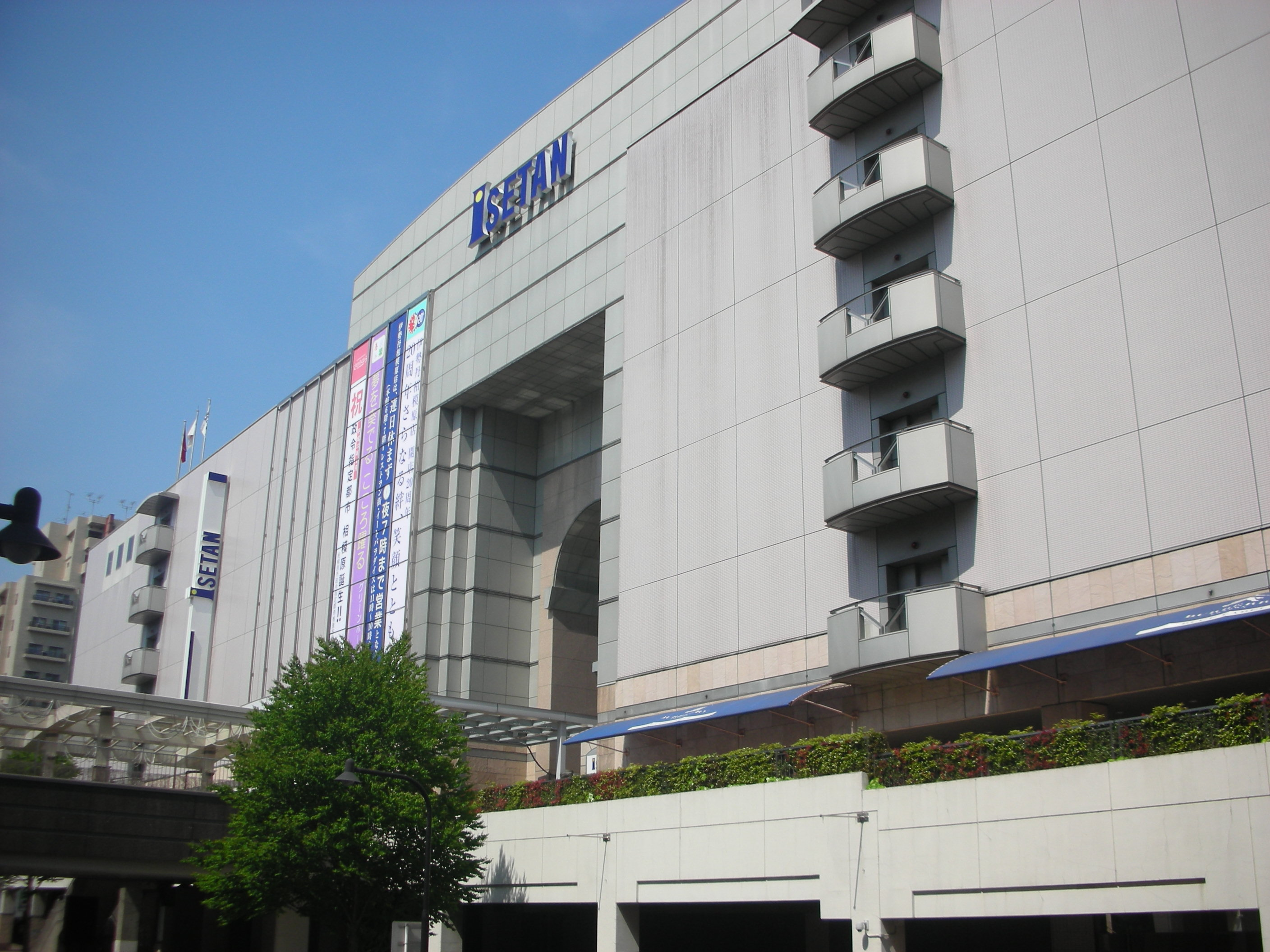
伊勢丹相模原店（2019年9月30日閉店）
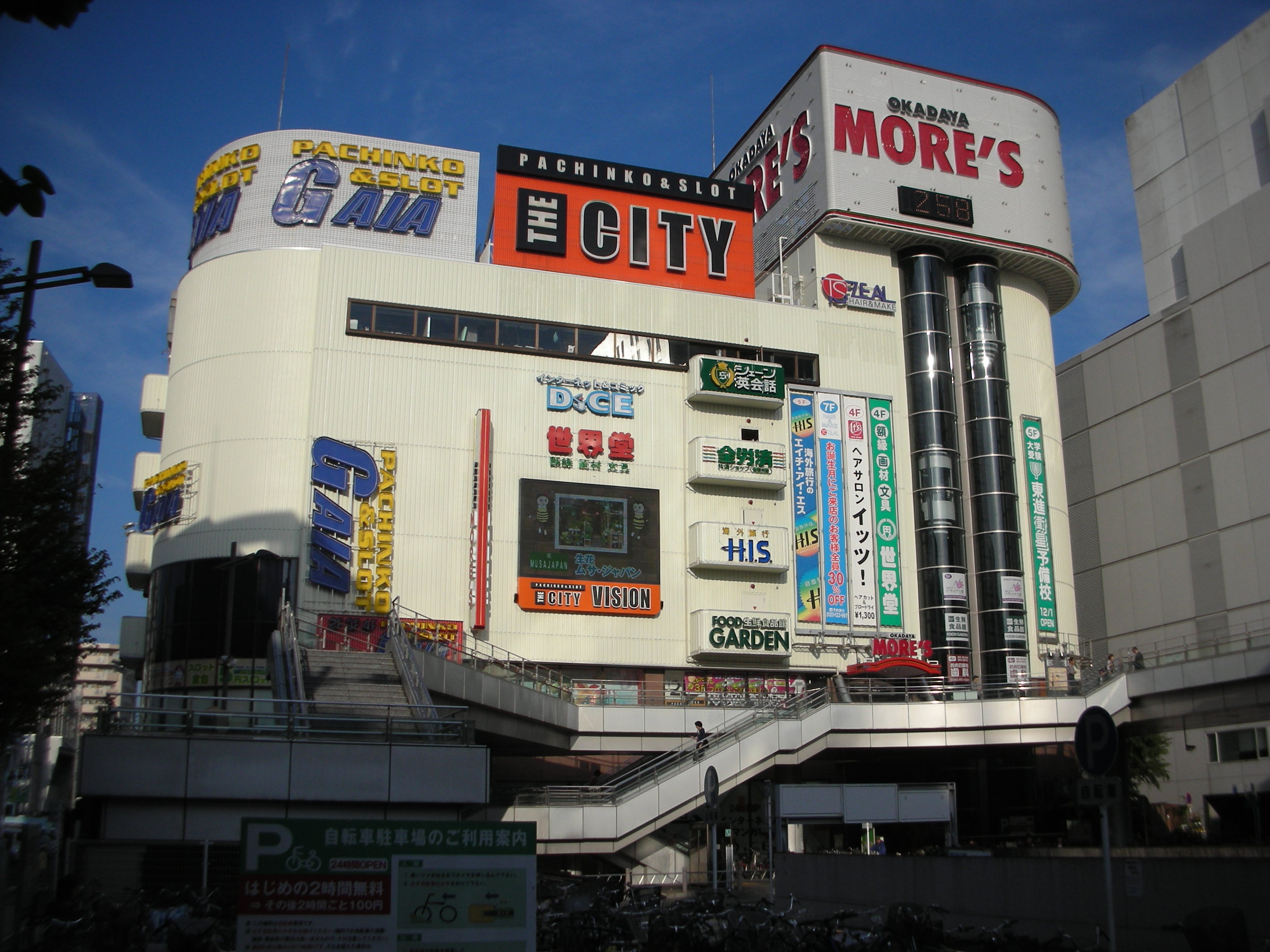
相模大野岡田屋モアーズ
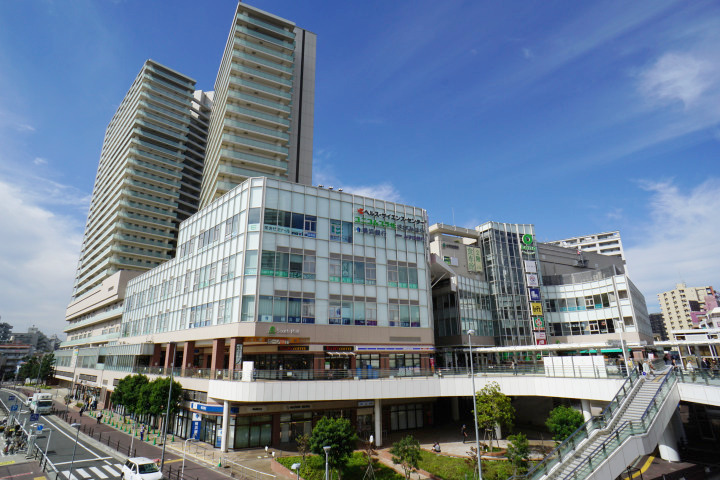
bono相模大野

商業施設
- 岡田屋モアーズ
- bono相模大野
- 相模大野REGALO

金融機関
- 三井住友銀行相模大野支店・相模原支店
  - ※2021年（令和3年）1月18日より、相模原支店が移転、共同店舗となる。
- 三井住友信託銀行 相模大野支店
- みずほ銀行 相模大野支店
  - みずほ証券 プラネットブース相模大野（みずほ銀行相模大野支店内2F）
- りそな銀行 相模大野支店
- きらぼし銀行 相模大野支店・大沼支店
- 横浜銀行 相模大野支店・東林間支店
- 静岡銀行 相模大野支店

郵便局
- 相模大野郵便局
- 相模大野五郵便局

教育機関
- 相模女子大学
- 神奈川県立相模原中等教育学校（旧・神奈川県立相模大野高等学校）
- 神奈川県立神奈川総合産業高等学校
- 北里大学 相模原キャンパス
- 女子美術大学 相模原キャンパス

公共施設・その他
- 相模大野中央公園
- 相模女子大学グリーンホール
- 相模原市立相模大野図書館
- 外務省研修所
- 相模原市南区合同庁舎
  - 相模原市南区役所
  - 相模原南市民ホール
  - 大野南公民館
- 神奈川県高相合同庁舎
  - 相模原県税事務所
  - 相模原南水道営業所
- 日本年金機構 相模原年金事務所
- 相模原市南保健福祉センター
- 神奈川県相模原南警察署
- 相模原市南消防署
- 北里大学病院
- 神奈川県立相模原公園
- 相模原市立相模原麻溝公園
  - 相模原麻溝公園競技場（相模原ギオンスタジアム）
- 小田急ホテルセンチュリー相模大野

### 南口
- スーパー三和 相模大野店
- ウエルシア 相模大野店
- 日本年金機構相模大野年金相談センター
- 相模大野リハビリテーション病院（旧・相模大野病院）
- 南新町商店街

### 東口（北出口）
- 北里大学スクールバス乗り場
- 相模大野駅北口公園

### 東口（南出口）
- 相模大野駅前郵便局
- JA相模原市相模大野支店
- 相模原市立谷口中学校

## バス路線
北口と南口に乗り場がある。1990年（平成2年）頃まではバスターミナルは北口のみであったが、再開発と駅舎改築の際に、南口にもバス乗り場が新設された。また、北口近くのグリーンホール相模大野にグリーンホール前停留所があり、北口発着の一部系統が経由する他、朝方は一部の統が北口の代わりに始発停留所としている。
2015年（平成27年）3月1日には相模大野駅北口付近に「バス運行情報案内表示機」が設置された。
一般路線は神奈川中央交通が担当している。発着路線詳細については、神奈川中央交通相模原営業所および神奈川中央交通橋本営業所を参照。高速バス・空港連絡バスは上記の神奈川中央交通のほかに、京浜急行バス・京成バスが担当している。

### 相模大野駅北口
ペデストリアンデッキの下に2つの島からなるのりばがある。のりばでは1 - 4・7・8番、5・6番と分かれ、進行方向前より番号が付与されている。再開発前から駅と行幸道路間では、駅行と駅発のバスが別の道路を通る。
| 1番のりば (GH3) - 大沼・北里大学病院・北里大学・JR相模原駅・原当麻駅・上溝方面      |                              |                                    |
| 大15                                                                                | 北里大学病院・北里大学・古山 | 上溝 行                            |
| 大15                                                                                | 北里大学病院・北里大学       | 原当麻駅 行 （夜間のみ）           |
| 大53                                                                                |                              | 北里大学病院・北里大学 行          |
| 大68                                                                                | 北里大学病院・北里大学       | 麻溝車庫 行                        |
| 相25                                                                                | 北里大学病院・北里大学       | 相模原駅南口 行                    |
| 2番のりば (GH3) - 大野台・淵野辺公園・JR相模原駅方面                                |                              |                                    |
| 相05                                                                                | 大野台・淵野辺公園           | 相模原駅南口 行                    |
| 3番のりば (GH4*) - みゆき台団地・女子美術大学・北里大学病院・北里大学・麻溝車庫方面 |                              |                                    |
| 大54                                                                                | 上原団地                     | みゆき台団地 行 （平日朝のみ）     |
| 大55                                                                                | 麻溝台                       | 麻溝車庫 行 （夜間のみ）           |
| 大58                                                                                | 麻溝台                       | さがみ緑風園前 行 （土曜夜間のみ） |
| 大59                                                                                | 麻溝台                       | 北里大学病院・北里大学 行          |
| 大60                                                                                | 麻溝台                       | 女子美術大学 行                    |
| 4番のりば - 小田急相模原駅方面                                                      |                              |                                    |
| 小06                                                                                | 豊町                         | 小田急相模原駅 行                  |
| 5番のりば (GH2) - 淵野辺十字路・JR相模原駅方面                                      |                              |                                    |
| 相02                                                                                | 国道16号                     | 相模原駅南口 行                    |
| 6番のりば (GH1) - 空港連絡バス・高速バス                                            |                              |                                    |
| 空港                                                                                | 神奈中・京急（新子安営業所） | 羽田空港 行                        |
| 空港                                                                                | 神奈中・京成（千葉営業所）   | 成田空港 行                        |
| 昼行                                                                                | 神奈中・京成（千葉営業所）   | 東京ディズニーリゾート 行          |
| 7番のりば 降車場                                                                    |                              |                                    |
| 8番のりば 降車場                                                                    |                              |                                    |

再開発中にはのりばが4つの時期があり、大沼方面は1つののりばにまとめられていた。
のりばの後にある括弧内のGHに続く数字は、駅発の場合のグリーンホール前の乗り場番号である。
ただし、相模大野駅を10:00より前に発車する便はグリーンホール前を経由しない。
*の付いた数字は、グリーンホール前始発となる系統（大60系統）の乗り場番号である。駅発は経由しない。
大61系統（直行・女子美術大学行）は通常時はグリーンホール前始発。ただし、催事時による臨時便は相模大野駅北口発となる場合がある。
空港リムジンバスの場合は、グリーンホール前の箇所にあるバス停を相模大野立体駐車場と称して、空港行始発停留所（橋本駅発は橋本駅南口と当駅間の停留所）としている。
グリーンホール前の停留所の乗り場番号は、入口寄りから1・2番となり、出口近くが4番となる。5 - 7番も存在するが、こちらは和泉短期大学スクールバスなど送迎バス発着場（許可車両のみ使用可）として使われる。
相模大野駅北口とグリーンホール前以外には、北里大学スクールバスが使用する専用乗り場が東口（北出口）に存在するが、大学発のバスは相模大野駅北口にて降車を行う。

### 相模大野駅南口
- 大13 - 中和田循環
- 大13 - 中和田経由 上鶴間公民館入口行(夜間のみ)

## 将来の計画
- 当駅 - 原当麻駅間専用レーンを使用した新バス交通システム（BRT）導入が検討されている[20]が、相模原市は2021年に公表した「行財政構造改革プラン案」で2027年度（令和9年度）までに債務超過に陥る可能性を示したことから、歳出削減策の一環として同システムの導入計画廃止が検討されている[21]。

## その他
- 海老名市・厚木市出身の音楽バンド「いきものがかり」が結成当初の水野良樹と山下穂尊の2人組で活動していた時期に当駅前で路上ライブを行っていた[22]。その後、ボーカルの吉岡聖恵の加入を機に本厚木駅前に活動拠点を移した[23]。

## 隣の駅
小田急電鉄
 小田原線
- □特急ロマンスカー「はこね」「さがみ」「モーニングウェイ」「メトロはこね」一部停車駅、「ふじさん」全列車停車駅

■快速急行・■急行
町田駅 (OH 27) - 相模大野駅 (OH 28) - 海老名駅 (OH 32)
□通勤準急・■準急・■各駅停車（通勤準急は平日朝上り、準急は平日夕夜間下りのみ）
町田駅 (OH 27) - 相模大野駅 (OH 28) - （相模大野分岐点） - 小田急相模原駅 (OH 29)
 江ノ島線
- □特急ロマンスカー「えのしま」「メトロえのしま」「モーニングウェイ」「ホームウェイ」全列車停車駅

■快速急行・■急行
町田駅 (OH 27)（小田原線） - 相模大野駅 (OH 28) - 中央林間駅 (OE 02)
■各駅停車
町田駅 (OH 27)（小田原線） - 相模大野駅 (OH 28) - （相模大野分岐点） - 東林間駅 (OE 01)